# Neue Weisstorspitze
Die Neue Weisstorspitze ist ein 3639 m ü. M. hoher Gipfel in den Walliser Alpen auf der Grenze zwischen dem Schweizer Kanton Wallis und der Provinz Verbano-Cusio-Ossola in der Italienischen Region Piemont. 
Es ist ein Nebengipfel auf dem Weissgrat, der das Monte-Rosa-Massiv und das Strahlhorn verbindet. Südlich von Gipfel ist das Neue Weisstor, ein Pass für Kletterer. Auf dem Ostgrat liegt auf 3029 m die CAI-Hütte „E. Stella“.